# Tour de Taiwan
A Tour de Taiwan profi országúti kerékpárverseny. Minden év márciusában rendezik, Tajvanban. Az első versenyt 2003-ban rendezték, melyet az iráni Ghader Mizbani nyert meg. 2005-től a UCI Asia Tour egyik állomása. Jelenlegi címvédő az amerikai John Murphy.

## Dobogósok
| Év   | Győztes                | Második                | Harmadik           |         |
| ---- | ---------------------- | ---------------------- | ------------------ | ------- |
| 2003 | Ghader Mizbani Iranagh | Jürgen Kotulla         | Mihail Andrejev    |         |
| 2004 | Moritz Milatz          |                        |                    |         |
| 2005 | Ahad Kazemi            | Ghader Mizbani Iranagh | Thomas Peterson    |         |
| 2006 | Kirk O'Bee             | Stephen Gallagher      | Robert McLachlan   |         |
| 2007 | Shawn Milne            | Robert McLachlan       | Jevgenyij Jakovlev |         |
| 2008 | John Murphy            | Shawn Milne            | Mijazava Takasi    |         |
| 2009 | Krzysztof Jeżowski     | Peter McDonald         | Roman Zsijentajev  |         |
| 2010 | David McCann           | Phillip Gaimon         | William Clarke     |         |
| 2011 | Markus Eibegger        | David McCann           | Szano Junia        |         |
| 2012 | Rhys Pollock           | Wong Kam-po            | Dirk Müller        |         |
| 2013 | Bernard Sulzberger     | Tsgabu Grmay           | Kirill Pozdnyakov  |         |
| 2014 | Rémy Di Grégorio       | Jánisz Tamurídisz      | Marco Zanotti      |         |
| 2015 | Samad Poor Seiedi      | Hossein Askari         | Rahim Ememi        |         |
| 2016 | Robbie Hucker          | Francisco Mancebo      | Ben O'Connor       |         |
| 2017 | Benjamín Prades        | Edwin Ávila            | Kevin De Jonghe    |         |
| 2018 | Arasiro Jukija         | Jonathan Clarke        | Jimmy Janssens     |         |
| 2019 | Jonathan Clarke        | James Piccoli          | Etienne van Empel  |         |
| 2020 | Nicholas White         | Ryan Cavanagh          | Marcus Culey       |         |
| 2021 | törölve                | törölve                | törölve            | törölve |
| 2022 | Benjamin Dyball        | Sam Culverwell         | Marcos García      |         |
| 2023 | Jeroen Meijers         | Jordi López            | Benjamín Prades    |         |
| 2024 | Joseph Blackmore       | Koisi Júma             | Carter Bettles     |         |
| 2025 | Brady Gilmore          | Moritz Kretschy        | Jordi López        |         |